# Saint-Coutant, Charente

Saint-Coutant este o comună în departamentul Charente, Franța. În 1 ianuarie 2022 avea o populație de 212 de locuitori.